# Olympische Jugend-Winterspiele 2024/Teilnehmer (Dänemark)
| Gelbes Symbol für Goldmedaillen mit stilisierten Olympischen Ringen | Graues Symbol für Silbermedaillen mit stilisierten Olympischen Ringen | Braundes Symbol für Bronzemedaillen mit stilisierten Olympischen Ringen |
| ------------------------------------------------------------------- | --------------------------------------------------------------------- | ----------------------------------------------------------------------- |
| 1                                                                   | 2                                                                     | —                                                                       |

Dänemark nahm an den Olympischen Jugend-Winterspielen 2024 in der südkoreanischen Provinz Gangwon mit 21 Athleten (16 Männer, 5 Frauen) teil.

## Medaillen

### Medaillenspiegel
| Rang   | Sportart  | Gold | Silber | Bronze | Gesamt |
| ------ | --------- | ---- | ------ | ------ | ------ |
| 1      | Bob       | 1    | —      | —      | 1      |
| 2      | Eishockey | —    | 1      | —      | 1      |
| 2      | Curling   | —    | 1      | —      | 1      |
| Gesamt | Gesamt    | 1    | 1      | —      | 2      |

### Medaillengewinner
| Name/n | Sportart  | Wettkampf  |
| --- | --------- | ---------- |
| Gold |           |            |
| Maja Voigt | Bob       | Monobob    |
| Silber |           |            |
| Lucas Althof Luca Bærensten Frederik Bech Mikkel Bjerre William Brix Emil Jakobsen Andreas Jørgensen Max Kramer Anton Larsen Mikkel Poulsen Gustav Remler-Jensen Martinus Schioldan Casey Silverman | Eishockey | 3×3 Männer |
| Jacob Schmidt Katrine Schmidt Nikki Jensen Emilie Holtermann | Curling   | Mixed Team |

## Teilnehmer nach Sportart

### Biathlon
| Athleten        | Wettbewerbe  | Zeit        | Fehler      | Rang |
| --------------- | ------------ | ----------- | ----------- | ---- |
| Frauen          |              |             |             |      |
| Leonora Rønhede | 6 km Sprint  | 22:01,9 min | 2 (0+2)     | 19   |
| Leonora Rønhede | 10 km Einzel | 40:41,3 min | 3 (0+3+0+0) | 14   |

### Bob
| Athleten   | Lauf 1  | Lauf 1 | Lauf 2  | Lauf 2 | Gesamt      | Gesamt |
| Athleten   | Zeit    | Rang   | Zeit    | Rang   | Zeit        | Rang   |
| ---------- | ------- | ------ | ------- | ------ | ----------- | ------ |
| Frauen     |         |        |         |        |             |        |
| Maja Voigt | 56,19 s | 1      | 57,12 s | 1      | 1:53,31 min | Gold   |

### Curling
| Wettbewerb    | Mixed Team                                                                                        | Mixed Doppel                                                             |
| ------------- | ------------------------------------------------------------------------------------------------- | ------------------------------------------------------------------------ |
| Athleten      | Jacob Schmidt Katrine Schmidt Nikki Jensen Emilie Holtermann                                      | Katrine Schmidt Jacob Schmidt                                            |
| Vorrunde      | Großbritannien 6:7 Schweiz 6:4 Brasilien 14:1 Italien 7:3 Südkorea 4:5 Deutschland 7:6 Kanada 4:2 | Italien 13:3 Schweiz 3:6 Österreich 11:4 Deutschland 9:4 Kasachstan 15:3 |
| Viertelfinale | Japan 8:3                                                                                         | Japan 9:7                                                                |
| Halbfinale    | China 6:4                                                                                         | Vereinigte Staaten 6:5                                                   |
| Finale        | Großbritannien 5:7                                                                                | Großbritannien 6:7                                                       |
| Rang          | Silber                                                                                            | Silber                                                                   |

### Eishockey
| Wettbewerb | 3×3 Männer |
| ---------- | --- |
| Athleten   | Lucas Althof Luca Bærensten Frederik Bech Mikkel Bjerre William Brix Emil Jakobsen Andreas Jørgensen Max Kramer Anton Larsen Mikkel Poulsen Gustav Remler-Jensen Martinus Schioldan Casey Silverman |
| Vorrunde   | Chinesisch Taipeh (11:2) Spanien (15:2) Großbritannien (14:4) Kasachstan (8:6) Polen (11:7) Österreich (5:7) Lettland (6:11)                                                                        |
| Halbfinale | Österreich (5:3) |
| Finale     | Lettland (3:10) |
| Rang       | Silber |

### Skeleton
| Athleten        | Lauf 1  | Lauf 1 | Lauf 2  | Lauf 2 | Gesamt      | Gesamt |
| Athleten        | Zeit    | Rang   | Zeit    | Rang   | Zeit        | Rang   |
| --------------- | ------- | ------ | ------- | ------ | ----------- | ------ |
| Frauen          |         |        |         |        |             |        |
| Nanna Johansen  | 55,74 s | 8      | 54,54 s | 2      | 1:50,28 min | 4      |
| Männer          |         |        |         |        |             |        |
| Daniel Pedersen | 55,56 s | 12     | 55,38 s | 12     | 1:50,94 min | 12     |